# Garota Dourada
Garota Dourada è un film brasiliano del 1984, diretto da Antonio Calmon. È il terzo film della cosiddetta "trilogia del surf" ed è il sequel di Menino do Rio.

## Trama
Dopo alcuni anni di matrimonio, il surfista Ricardo e Patrícia si sono separati; la donna ha anche lasciato Rio de Janeiro. Ricardo riprende a frequentare gli amici di sempre, compreso il rocker Zeca, per poi partire con lui e Mali, una giovane ragazza, alla volta dello Stato di Santa Catarina. Qui conosce l'astronomo-astrologo Aguia e la sua bellissima figlia Diana, dalla quale si sente immediatamente attratto. Inizia a contendersi la ragazza con un altro surfista, Betinho, che si mette a provocare Ricardo finendo però per battere la testa contro la tavola. Betinho rifiuta l'aiuto di Ricardo, accusandolo di aver lasciato annegare in passato il suo amico Pepeu. Ricardo si allontana, col cuore colmo di tristezza. All'improvviso gli appare il mago Shangri-La, che lo conduce in un tendone colorato: qui Ricardo vede per la prima volta Kid, un giovane cantante rock fisicamente identico a Pepeu, scoprendo poi che è suo fratello gemello. Kid, sempre inquieto nella ricerca di trarre ispirazione per le sue canzoni, ha successo ogni volta che appare la misteriosa Bel, che suona e canta insieme a lui. Ricardo è sempre più preso da Diana, suscitando la gelosia di Betinho. Águia dice a Ricardo di sentirsi vicino alla fine. Sparirà col suo ultraleggero personale penetrando nel wormhole che cercava da tempo. Molto provata per la scomparsa del padre, Diana chiede tempo a Ricardo per elaborare il dolore. Il surfista torna con Mali a Rio de Janeiro, dove ritrova Patrícia, intenzionata a salvare il matrimonio nonostante fosse stata lei ad allontanarsi. Nuovamente giunto nel Santa Catarina, Ricardo incontra Diana al concerto rock di Kid, che inizialmente appare insicuro e stonato salvo poi prodursi in una grande performance per l'improvvisa apparizione di Bel. Arrivano anche Betinho e Patrícia, che realizzeranno di aver rispettivamente perso Diana e Ricardo. Zeca dichiara pubblicamente a Mali di amarla.